# ボーテン駅
ボーテン駅 （ラーオ語: ສະຖານີ ບໍ່ເຕັນ, 英語: Boten railway station) は、ラオス人民民主共和国ルアンナムター県ボーテン市にあるラオス中国鉄道ヴィエンチャン・ボーテン線の旅客ターミナル駅であり、標高約800mのところにある。ルアンパバーン駅から167km。中国への出国は駅構内で出国審査を受けることができる。モーハン駅までは12分。

## 駅周辺
駅前は多くの通関待ちのトラックが駐車している。この鉄道の開通から3年の間で、1,000万トンの貨物が通過している。東南アジアからはフルーツや天然ゴム、中国からは通信機器や日用品が運ばれている。